# Stagioni dei Providence Reds
Questa è una lista completa delle stagioni disputate dai Providence Reds, squadra della American Hockey League e in precedenza della Canadian-American Hockey League. Nell'elenco sono raccolti tutti i dati delle competizioni ufficiali disputate dalla squadra dal 1936 al 1977.
| Stagione          | Division | Gare | Vittorie | Sconfitte | Pareggi | Punti | Gol fatti | Gol subiti | Pos. | Play-off                                                                                           |
| ----------------- | -------- | ---- | -------- | --------- | ------- | ----- | --------- | ---------- | ---- | -------------------------------------------------------------------------------------------------- |
| Providence Reds   |          |      |          |           |         |       |           |            |      | |
| 1936-37           | East     | 48   | 21       | 20        | 7       | 66    | 122       | 125        | 3°   | perde 1º turno (Springfield) 1-2                                                                   |
| 1937-38           | East     | 48   | 25       | 16        | 7       | 41    | 114       | 86         | 1°   | vince semifinali (Philadelphia) 2-1 vince Calder Cup (Syracuse) 3-1                                |
| 1938-39           | East     | 54   | 21       | 22        | 11      | 56    | 136       | 153        | 2°   | vince 1º turno (Syracuse) 2-1 perde semifinali (Cleveland) 0-2                                     |
| 1939-40           | East     | 54   | 27       | 19        | 8       | 56    | 161       | 157        | 1°   | vince semifinali (Indianapolis) 3-2 vince Calder Cup (Pittsburgh) 3-0                              |
| 1940-41           | East     | 56   | 31       | 21        | 4       | 66    | 196       | 171        | 1°   | perde semifinali (Cleveland) 1-3                                                                   |
| 1941-42           | East     | 56   | 17       | 32        | 7       | 41    | 205       | 237        | 4°   | |
| 1942-43           | AHL      | 56   | 27       | 27        | 2       | 56    | 211       | 216        | 5°   | perde 1º turno (Cleveland) 0-2                                                                     |
| 1943-44           | East     | 52   | 11       | 36        | 5       | 27    | 126       | 214        | 3°   | |
| 1944-45           | East     | 60   | 23       | 31        | 6       | 52    | 241       | 249        | 3°   | |
| 1945-46           | East     | 62   | 23       | 33        | 6       | 52    | 221       | 254        | 3°   | perde 1º turno (Cleveland) 0-2                                                                     |
| 1946-47           | East     | 64   | 21       | 33        | 10      | 52    | 226       | 281        | 4°   | |
| 1947-48           | East     | 68   | 41       | 23        | 4       | 86    | 342       | 277        | 1°   | perde semifinali (Cleveland) 1-4                                                                   |
| 1948-49           | East     | 68   | 44       | 18        | 6       | 94    | 347       | 219        | 1°   | vince 1º turno (St. Louis) 4-3 vince Calder Cup (Hershey) 4-3                                      |
| 1949-50           | East     | 70   | 34       | 33        | 3       | 71    | 268       | 267        | 2°   | vince 1º turno (Springfield) 2-0 perde semifinali (Indianapolis) 0-2                               |
| 1950-51           | East     | 70   | 24       | 41        | 5       | 53    | 247       | 303        | 4°   | |
| 1951-52           | East     | 68   | 32       | 33        | 3       | 67    | 263       | 270        | 2°   | vince 1º turno (Cleveland) 3-2 vince semifinali (Cincinnati) 3-1 perde Calder Cup (Pittsburgh) 2-4 |
| 1952-53           | AHL      | 64   | 27       | 36        | 1       | 55    | 215       | 254        | 5°   | |
| 1953-54           | AHL      | 70   | 26       | 40        | 4       | 56    | 211       | 276        | 5°   | |
| 1954-55           | AHL      | 64   | 21       | 37        | 6       | 48    | 194       | 263        | 6°   | |
| 1955-56           | AHL      | 64   | 45       | 17        | 2       | 92    | 263       | 193        | 1°   | vince semifinali (Buffalo) 3-2 vince Calder Cup (Cleveland) 4-0                                    |
| 1956-57           | AHL      | 64   | 34       | 22        | 8       | 76    | 236       | 168        | 1°   | perde semifinali (Rochester) 1-4                                                                   |
| 1957-58           | AHL      | 70   | 33       | 32        | 5       | 71    | 237       | 220        | 3°   | perde semifinali (Hershey) 1-4                                                                     |
| 1958-59           | AHL      | 70   | 28       | 40        | 2       | 58    | 222       | 265        | 6°   | |
| 1969-60           | AHL      | 72   | 38       | 32        | 2       | 78    | 251       | 237        | 3°   | perde semifinali (Springfield) 1-4                                                                 |
| 1960-61           | AHL      | 72   | 26       | 46        | 0       | 52    | 225       | 333        | 7°   | |
| 1961-62           | East     | 70   | 36       | 32        | 2       | 74    | 261       | 267        | 3°   | perde 1º turno (Hershey) 1-2                                                                       |
| 1962-63           | East     | 72   | 38       | 29        | 5       | 81    | 239       | 203        | 1°   | perde 1º turno (Buffalo) 2-4                                                                       |
| 1963-64           | East     | 72   | 32       | 35        | 5       | 69    | 239       | 239        | 3°   | perde 1º turno (Hershey) 1-2                                                                       |
| 1964-65           | East     | 72   | 32       | 35        | 5       | 69    | 243       | 239        | 3°   | |
| 1965-66           | East     | 72   | 20       | 50        | 2       | 42    | 193       | 312        | 5°   | |
| 1966-67           | East     | 72   | 20       | 49        | 3       | 43    | 184       | 310        | 5°   | |
| 1967-68           | East     | 72   | 30       | 33        | 9       | 69    | 235       | 272        | 3°   | vince 1º turno (Springfield) 3-1 perde semifinali (Québec) 1-3                                     |
| 1968-69           | East     | 74   | 32       | 36        | 6       | 70    | 242       | 284        | 3°   | vince 1º turno (Baltimore) 3-1 perde semifinali (Québec) 2-3                                       |
| 1969-70           | East     | 72   | 23       | 36        | 13      | 59    | 218       | 267        | 4°   | |
| 1970-71           | East     | 72   | 28       | 31        | 13      | 69    | 257       | 270        | 1°   | vince 1º turno (Baltimore) 4-2 perde Calder Cup (Springfield) 0-4                                  |
| 1971-72           | East     | 76   | 28       | 37        | 11      | 67    | 250       | 274        | 4°   | perde 1º turno (Boston) 1-4                                                                        |
| 1972-73           | East     | 76   | 32       | 30        | 14      | 88    | 253       | 255        | 4°   | perde 1º turno (Nova Scotia) 0-4                                                                   |
| 1973-74           | North    | 76   | 38       | 26        | 12      | 88    | 330       | 244        | 2°   | vince 1º turno (Nova Scotia) 4-2 vince semifinali (New Haven) 4-0 perde Calder Cup (Hershey) 1-4   |
| 1974-75           | North    | 76   | 43       | 21        | 12      | 98    | 317       | 263        | 1°   | perde 1º turno (Springfield) 2-4                                                                   |
| 1975-76           | North    | 76   | 34       | 34        | 8       | 76    | 294       | 300        | 3°   | perde 1º turno (Rochester) 0-3                                                                     |
| Rhode Island Reds |          |      |          |           |         |       |           |            |      | |
| 1976-77           | AHL      | 80   | 25       | 51        | 4       | 54    | 282       | 359        | 6°   | |